# ليلا بانس
ليلا بانس (بالإنجليزية: Leela Bunce)‏ هي مهرجة بريطانية، ولدت في 17 ديسمبر 1980 في Petts Wood ‏ في المملكة المتحدة.